# Plaza La Pastora

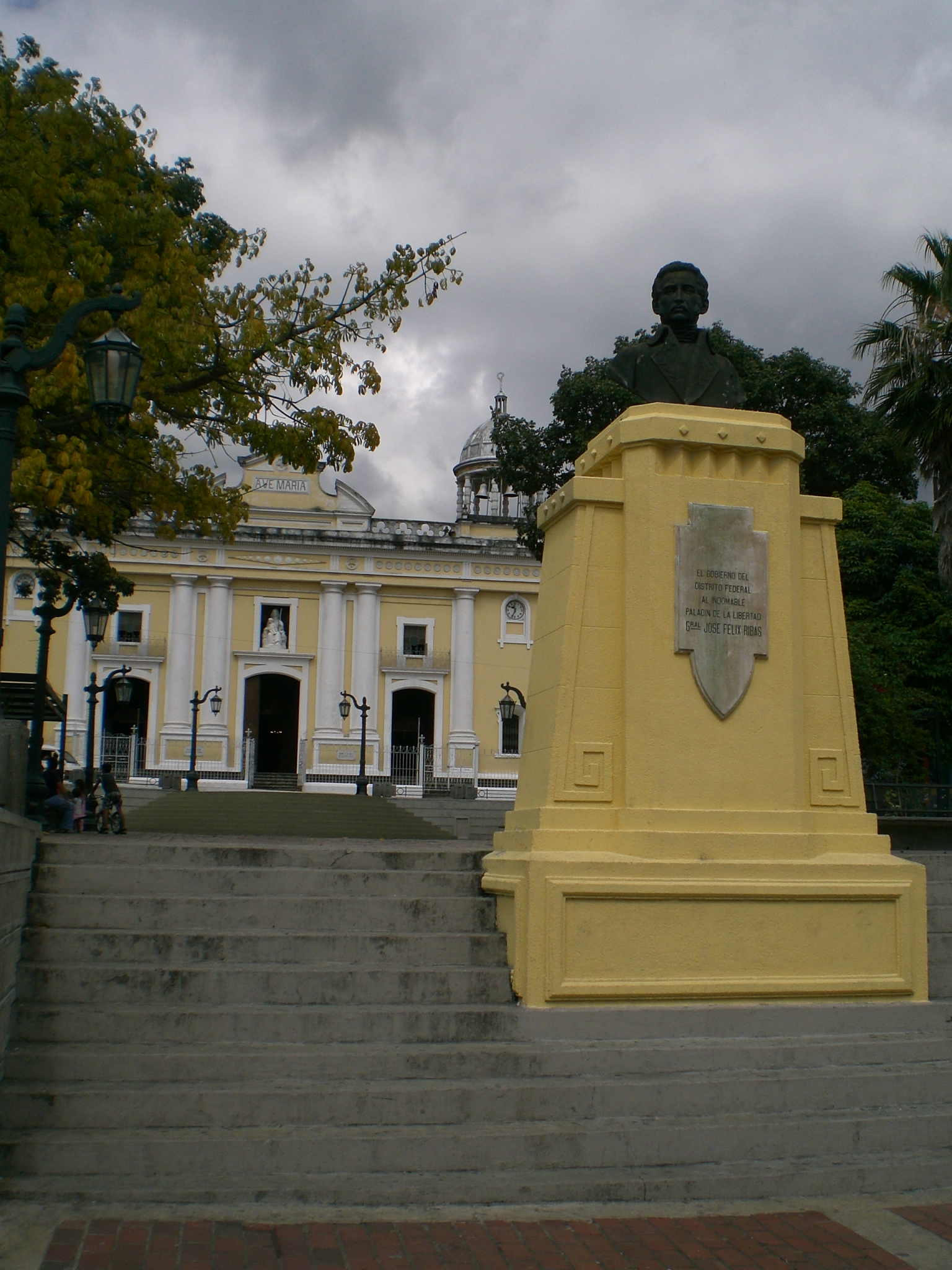
Busto de José Félix Ribas en la Plaza La Pastora, al fondo Iglesia La Pastora.

La plaza La Pastora también conocida como plaza José Félix Ribas es un espacio público de Caracas, Venezuela ubicado en el casco central de esa ciudad en la Parroquia La Pastora del Municipio Libertador.
Se presume que la plaza se levantó en 1769, aunque aparece formalmente en documentos en 1804, siendo una de las plazas más antiguas de la ciudad de Caracas. El 3 de junio de 1911 se inauguró en la parte sur de la plaza un busto de José Félix Ribas.